# Гленуз
Гленуз (фр. Glénouze) насеље је и општина у западној Француској у региону Поату-Шарант, у департману Вијена која припада префектури Шателро.
По подацима из 2011. године у општини је живело 117 становника, а густина насељености је износила 12,12 становника/km². Општина се простире на површини од 9,65 km². Налази се на средњој надморској висини од 128 метара (максималној 123 m, а минималној 50 m).

## Демографија
| 1962. | 1968. | 1975. | 1982. | 1990. | 1999. | 2011. |
| ----- | ----- | ----- | ----- | ----- | ----- | ----- |
| 171   | 175   | 129   | 128   | 114   | 110   | 117   |

График промене броја становника у току последњих година